# Острожець (Яворівський район)
Остроже́ць — село в Україні, у Яворівському районі Львівської області. Населення становить 289 осіб. Орган місцевого самоврядування — Мостиська міська рада.

## Відомі люди
- Голдрич Олег Семенович (1938-2008) — український хореограф;
- Данилів Володимир-Юрій — правознавець, громадський діяч.